# Na Kae (huyện)
Na Kae (tiếng Thái: นาแก) là một huyện (amphoe) ở tỉnh Nakhon Phanom ở vùng đông bắc của Thái Lan.

## Địa lý
Các huyện giáp ranh (từ phía bắc theo chiều kim đồng hồ) là: Wang Yang, Pla Pak, Renu Nakhon và That Phanom của tỉnh Nakhon Phanom, Dong Luang của tỉnh Mukdahan, và Tao Ngoi và Khok Si Suphan của tỉnh Sakon Nakhoni.

## Hành chính
Huyện được chia ra thành 12 phó huyện (tambon), các đơn vị này lại được chia thành 127 làng (muban). Na Kae là thị trấn (thesaban tambon) nằm trên một phần của tambon Na Kae. Có 12 tambon Tổ chức hành chính tambon.
| STT. | Tên        | Tên Thái | Số làng | Dân số |  |
| ---- | ---------- | -------- | ------- | ------ |  |
| 1.   | Na Kae     | นาแก     | 12      | 8.784  |  |
| 2.   | Phra Song  | พระซอง   | 16      | 7.357  |  |
| 3.   | Nong Sang  | หนองสังข์  | 10      | 7.045  |  |
| 4.   | Na Khu     | นาคู่      | 11      | 6.225  |  |
| 5.   | Phiman     | พิมาน     | 10      | 6.187  |  |
| 6.   | Phum Kae   | พุ่มแก     | 16      | 6.739  |  |
| 7.   | Kan Lueang | ก้านเหลือง | 12      | 7.847  |  |
| 8.   | Nong Bo    | หนองบ่อ   | 12      | 6.312  |  |
| 9.   | Na Liang   | นาเลียง   | 12      | 3.997  |  |
| 12.  | Ban Kaeng  | บ้านแก้ง   | 10      | 6.395  |  |
| 13.  | Kham Phi   | คำพี้      | 9       | 4.663  |  |
| 15.  | Si Chomphu | สีชมพู     | 7       | 3.629  |  |

Các số gián đoạn là tambon nay tạo thành huyện Wang Yang.